# Heteroglenea
Heteroglenea es un género de escarabajos longicornios de la subfamilia Lamiinae. Fue descrito por Charles Joseph Gahan en 1897.

## Especies
- Heteroglenea bastiensis (Breuning, 1956)
- Heteroglenea dolosa Lin y Yang, 2009
- Heteroglenea fissilis (Breuning, 1953)
- Heteroglenea gemella Lin y Yang, 2009
- Heteroglenea glechoma (Pascoe, 1867)
- Heteroglenea mediodiscoprolongata (Breuning, 1964)
- Heteroglenea momeitensis (Breuning, 1956)
- Heteroglenea nigromaculata (Thomson, 1865)
- Heteroglenea vicinalis Lin y Yang, 2009